# 劉安
劉 安（りゅう あん、紀元前179年 - 紀元前122年）は、前漢の皇族・学者である。淮南王に封じられた。『淮南子』の主著者。後世、劉安に関する多くの伝説が生まれた。

## 生涯
漢の高祖劉邦の七男の淮南厲王劉長の長男。劉不害（劉建の父）・劉遷の父。
紀元前174年、父の劉長は棘浦侯柴武の子柴奇と共謀して謀反を企てたが計画は事前に発覚し、流刑先の蜀郡への移送中に絶食死した。流罪となった劉長には妻たちと劉安ら4人の子、わずかな使用人だけが付き従うことを許され、紀元前172年に劉長の子らは文帝によってすべて列侯に封ぜられ、劉安は阜陵侯となった。紀元前164年にかつて劉長が封じられていた淮南国が三分され、夭折した劉良を除く劉長の子らに分割した土地を与えて王とした。劉安は寿春を都とする淮南王に封じられ、この地で楚の文化に親しんだ。
景帝の即位後、紀元前154年に呉楚七国の乱が発生するとこれに同調しようとしたが、景帝が派遣した丞相の張釈之に「私が王の軍勢を率いて、指揮を執りとうございます」と述べて、自身が淮南王の軍勢を指揮して反乱軍に加担しないように手配をしたため、劉安は呉楚七国の乱に巻き込まれずに未遂に終わった。
景帝の子の武帝が即位した後、紀元前139年に劉安は入朝し、彼に『淮南子』などの著作を献上した。この時、武安侯の田蚡は劉安を出迎え、太子がいない武帝に有事があれば劉安以外の誰が新たな皇帝になるのかと言い、彼の言葉を喜んだ劉安は多くの財宝を贈った。以後15年にわたって劉安は武備をかため、金銭を郡国に贈って支持を集めた。紀元前135年には淮南で彗星が観測され、これを戦乱の前兆と考えた劉安は軍備の増強を進めていく。
紀元前124年に食客の一人である雷被が長安に逃亡し、朝廷に太子劉遷の横暴と淮南の内政の乱れを告発する事件が起きた。淮南では挙兵の準備が進められたが、朝廷の処罰は劉安の領地から二つの県を削減する軽いものにとどまったために計画は中止されたが、処罰に不満を抱いた劉安の反意は変わらなかった。紀元前123年、庶子である劉不害の子劉建が朝廷に淮南王家の陰謀を訴え出、さらに劉長に殺害された審食其の孫審卿、丞相の公孫弘が劉安を糾弾した。劉安は食客の伍被の諫言を押し切って挙兵の計画を進めるが、実行は先延ばしにされ、劉安、劉遷の決意は鈍っていったた。伍被の密告により計画は露顕し、劉安は自害し、一族のほか計画に加担した臣下も誅され、数万に及ぶ関係者が刑死した。
劉安は学問を愛し、書や琴を好んだ。賓客・方術の士を招いたといわれ、知識人だけでなく雷被のような侠客も淮南の宮廷に身を寄せていた。劉安が抱えていた食客たちは宮廷に官吏として登用され、『漢書』は数千人の賓客たちが彼の編纂事業に携わったと伝えている。
劉安は彼らとともに道家・儒家・法家・陰陽家のなどの諸説・思想を収集して編纂した。劉安らが編纂した書籍のうち、『淮南内』と呼ばれた21篇の書籍が、今日『淮南子』として知られる思想書である。『淮南子』は『鴻烈』とも呼ばれているが、これは『淮南子』の注釈を著した許慎、高誘が、『淮南子』の一篇である「要略」にある「此鴻烈之泰族也（これは偉大な功績の集大成である）」という記述に依って、21篇の書籍を『鴻烈』と呼んだことに由来する
武帝は劉安の学芸の才能を尊重し、紀元前139年に彼から献上された内篇（『淮南子』）を愛秘していたという。また、武帝は彼に宛てた書簡を送る前に司馬相如の添削を受け、稚拙な文章を彼の目に入れないようにした。ある朝、武帝は劉安に屈原の『離騒』の解説を記すように命じ、その日の昼食の前に注解を書き上げたと伝えられている。

## 伝説

### 一人得道、鶏犬昇天
劉安は、中国のことわざ「一人が道を得れば、鶏や犬も天に昇る」の出典としても知られる。王充の『論衡』道虚篇によると、劉安は神仙の術を求め、霊薬を自ら調合し、それを服用すると、身体が空に浮き上がった。それどころか、家で飼っていた鶏や犬までもが天に昇ったという（自害した劉安は鶏と犬を伴って仙人となって昇天したと伝えられていた）。なお、合理主義者の王充はもちろんこれを虚言として否定している。
現在では「一族のうち一人でも出世すれば、能力もない親戚や側近まで地位が上がる」という意味で用いられる。

### 八公仙
劉安は仙人を招いて宴を催すのを好んでいた。ある日八人の老人が現れて劉安に会いたいと言ったが、劉安はその見た目から「不老長寿の術すら身につけていないようだ」と判断し断ってしまう。すると八人の老人は瞬く間に14～15歳の黒髪に桃色の頬をした子供に姿を変えて見せたため、劉安はあわてて8人を招き入れ、料理と自ら琴を手に取り歌いもてなしたと『捜神記』にある。
現在劉安の墓とされている六安遺跡は八公山麓にある。

### 豆腐
劉安はしばしば豆腐の発明者とされる。しかし、『淮南子』などの劉安の著作に豆腐についての言及は存在せず、漢代の農書や字典『説文解字』にも豆腐についての説明は見られない。
朱子の豆腐詩に淮南王が豆腐を作ったことがうたわれ。明の李時珍『本草綱目』でも豆腐を劉安の発明としている。

## 伝記史料
- 『史記』巻118 淮南衡山列伝
- 『漢書』巻44 淮南衡山済北王伝
- 『捜神記』巻1 淮南八公歌15